# Saint-Barthélemy (Haute-Saône)
Saint-Barthélemy is een gemeente in het Franse departement Haute-Saône (regio Bourgogne-Franche-Comté). De plaats maakt deel uit van het arrondissement Lure. Saint-Barthélemy telde op 1 januari 2022 1.091 inwoners.

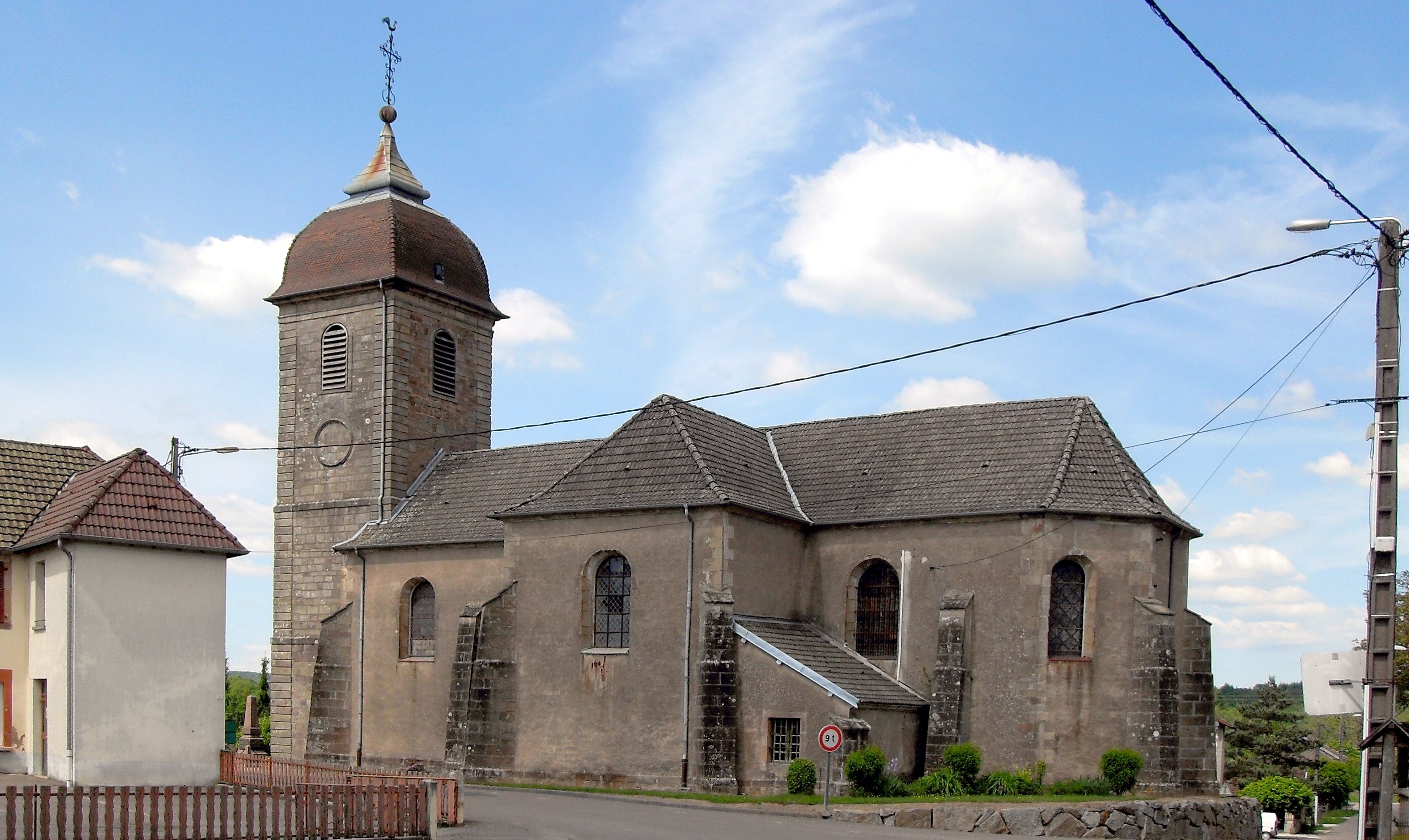
Kerk van Saint-Barthélemy
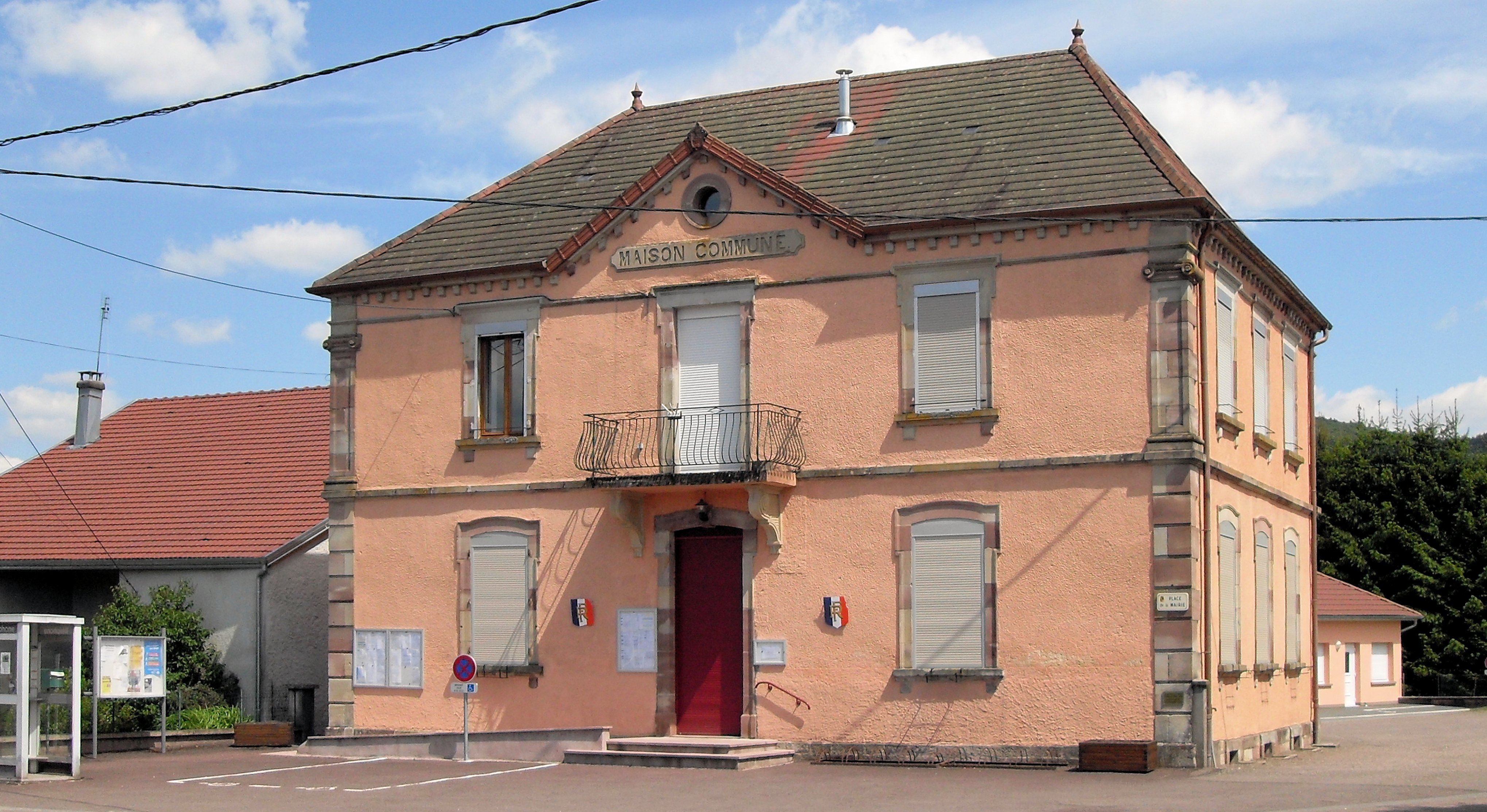
Gemeentehuis

## Geografie
De oppervlakte van Saint-Barthélemy bedroeg op 1 januari 2022 13,46 vierkante kilometer; de bevolkingsdichtheid was toen 81,1 inwoners per km².

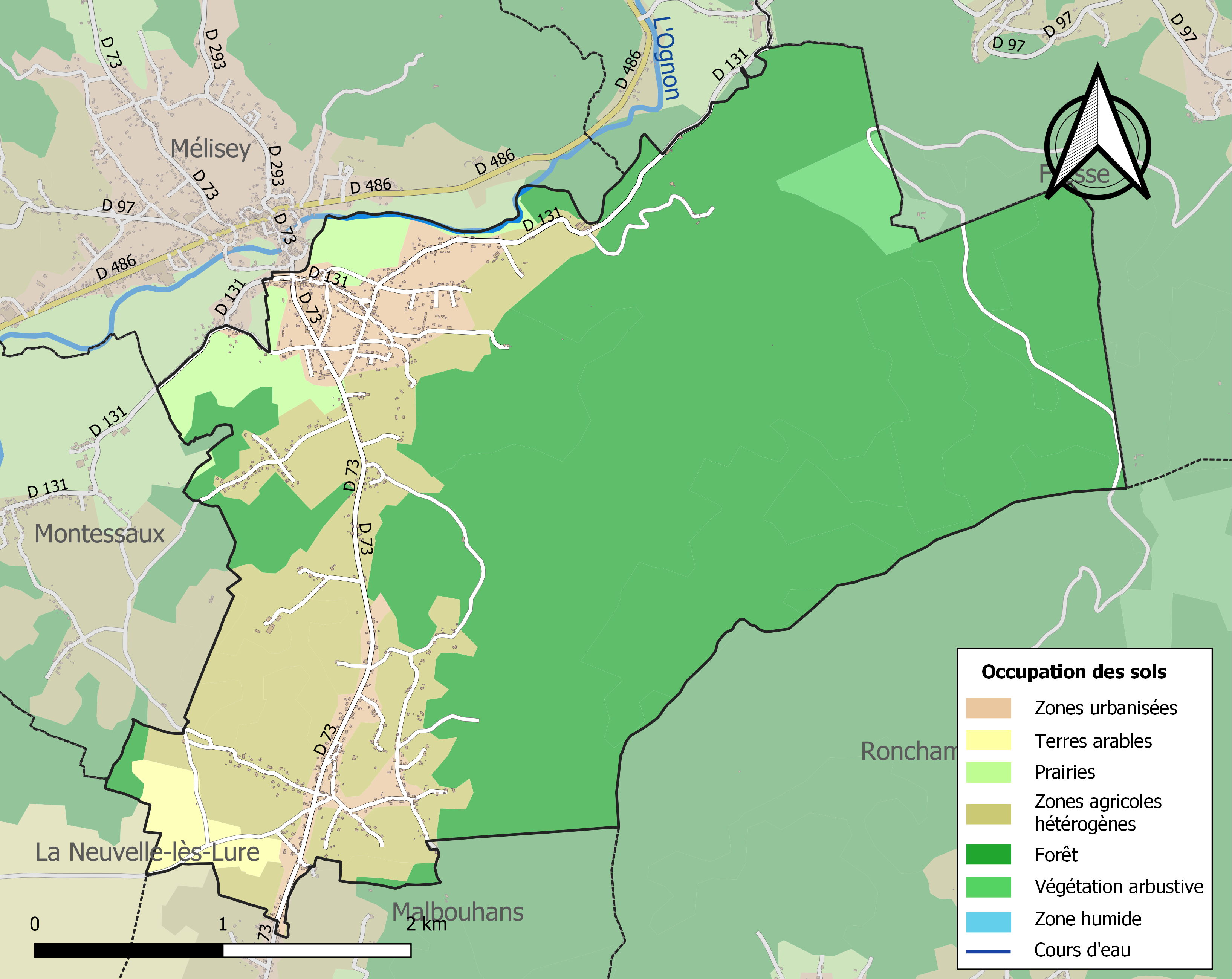
Kaart van de gemeente met de belangrijkste infrastructuur, bodemgebruik en omliggende gemeenten

## Demografie
Onderstaande figuur toont het verloop van het inwonertal (bron: INSEE-tellingen).